# Grünenbach
Grünenbach è un comune tedesco di 1 462 abitanti, situato nel land della Baviera.